# Corona 85

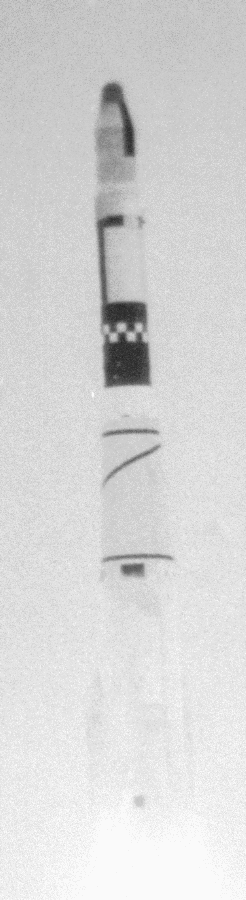
Start rakiety Thor Agena D z satelitą Corona 85

Corona 85 – amerykański satelita wywiadowczy do wykonywania zdjęć powierzchni Ziemi. Dziesiąty statek serii Keyhole-4A tajnego programu CORONA. Misja powiodła się. Kapsuły powróciły na Ziemię, wodują na Pacyfiku, 18 września (SRV-1) i 23 września (SRV-2). Na filmach z obu kapsuł występowały niewielkie obszary nieostrego obrazu.